# Иннокентий (Монастырский)
Игумен Иннокентий (в миру Монастырский; умер в 1697) — игумен Кирилловского монастыря в Киеве.

## Биография
Происходил из еврейской семьи, которая купила шляхетство у рода Монастырских.
Некоторое время он преподавал философию во Львове и в Люблине. После принятия Православия был пострижен в монашество, стал игуменом Преображенского монастыря в Люблине (после 1650, когда из монастыря были изгнаны униаты), имел титул «деражицкий Архимандрит» (вероятно, возглавлял архимандритию с центром в г. Дережичи близ Дрогобыча, где до 1531 был основан православный монастырь.
В период игуменства в Люблине имел тесные контакты с Киевским митрополитом Антонием (Винницким), жившим тогда в Перемышле, и с Луцким эпархом Гедеоном (Святополк-Четвертинским).
10 дек. 1678 г. — привез киевскому воеводе Голицыну Михаилу Андреевичу письма от иерархов к царю Фёдору III Алексеевичу и к левобережному гетману Ивану Самойловичу, с просьбой противодействовать распространению унии в Речи Посполитой. В Киеве Иннокентий Монастырский получил рекомендательные письма князя Голицына и гетмана Самойловича и с ними направился к царю.
В конце декабря 1678 г. — Иннокентий прибыл в Москву, объявил в Посольском приказе о цели приезда и вскоре был принят царем. Во время встречи передал государю письма и рассказал о притеснениях, чинимых против православных в Речи Посполитой.
В январе 1680 г. — Иннокентий присутствовал на Соборе в Люблине, созванном по решению польского сената для переговоров между православными и униатами, где выступил с критикой унии. В том же году возглавил Овручскую архимандритию, но польский король Ян III Собеский, ранее обещавший передать её перешедшему в унию архим. Сильвестру Творовскому, начал преследование Иннокентия Монастырского.
В конце 1680г. — Иннокентий был вынужден бежать в Киев, он забрал с собой документы и часть имущества обители. Польский король писал киево-печерскому архим. Иннокентию (Гизелю), требуя возвратить вывезенное Иннокентием в Киев имущество и серебро, отправленное туда предшественником Иннокентия архим. Феофаном (Креховецким).
9 сентября 1682г. — Ян III Собеский направил универсал православной шляхте Киевского, Брацлавского и Черниговского воеводств с предписанием не вступать в дело об Овручской архимандритии и не поддерживать Иннокентия, угрожая штрафом в 50 тыс. золотых.
С 1681 года — был игуменом Кирилловского монастыря, принимал деятельное участие в религиозных и политических событиях в Малороссии в конце XVII века. Сохранились его письма к гетману Мазепе и другим лицам.
Осенью 1685 г. — с 5 сопровождающими он ездил в составе делегации Киевского митрополита Гедеона (Святополк-Четвертинского) в Москву на переговоры о переходе Киевской митрополии в подчинение Московскому патриарху.
21 мая 1687 г. - Киевский митрополит Гедеон дал Иннокентию грамоту о переходе имений разоренного Ржищевского.
В 1688 - митрополит просил содействия Иннокентия в переговорах с Черниговским архиепископом Лазарем (Барановичем), который 7 марта 1688 г. обратился в Москву с просьбой подчинить Черниговскую кафедру Московскому патриарху. Митрополит Гедеон поручил Иннокентию списаться по этому вопросу с помощником архиепископа. Лазаря архимандритом Феодосием Черниговским. Иннокентий дважды писал черниговскому архимандриту и получил ответ об отправке в Киев уполномоченного от архиепископа Лазаря. Вскоре выяснилось, что Черниговский иерарх тянул время, договорившись о переходе епархии в юрисдикцию Московского патриарха.
В 1688—1690 гг. — Иннокентий отстаивал права Кирилловского монастыря в ряде судебных разбирательств с Киевским магистратом: в связи с жалобами горожан на установление монастырем мостового сбора, в связи с попыткой главы магистрата И. Быковского захватить часть имений обители. По указу царей-соправителей и регентши Софии Алексеевны от 12 окт. 1689 г. было проведено размежевание имений монастыря и магистрата.
В 1689 году - Иннокентий, по поручению киевского митрополита, написал книгу о пресуществлении святых Даров. Это сочинение было направлено против Лихудов и написано в резком полемическом тоне. По поводу религиозных разногласий по вопросу о времени пресуществления святых Даров Иннокентий ездил в Москву и участвовал в диспутах.
26 июля 1692 г. - гетман Мазепа издал универсал о передаче Кирилловскому монастырю озёр, ранее принадлежавших Ржищевской обители.
В годы его игуменства значительно увеличились монастырские земельные владения, также в подчинении Кирилловского монастыря оказался Ржищевский Преображенский монастырь со всеми его землями. Это было время наивысшего расцвета Кирилловского монастыря, только Киево-Печерская Лавра превосходила его славу.
Умер в 1697 году, отпевание Иннокентия совершил его близкий друг св. Димитрий Ростовский(Туптало). Место захоронения Иннокентия неизвестно, возможно, он был погребен в Кирилловской церкви возле столпа с его портретным изображением.